# 리스P&C
리스 피엔씨는 1983년에 설립된 기업이다. 설립 초기 리스인테리어로 설립된 후 1986년에 리스 건축으로, 2001년에 리스 피엔씨로 명칭을 바꾸어 지금에 이르고 있다. 경기도 광주시에 공장을 두고 있으며, 2008년 부천에 모드와 아울렛을 설립하였다.